# ناتونا الكبرى

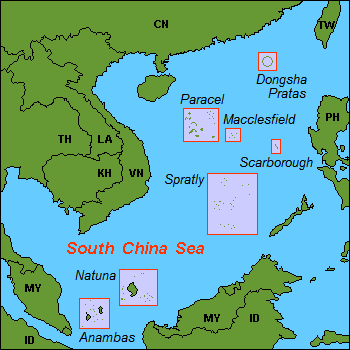
خريطة توضح موقع جزر ناتونا ضمن بحر الصين الجنوبي وبضمنها جزيرة ناتونا الكبرى.

ناتونا بيسار (أو ناتونا الكبرى وكذلك تسمى بانغوران) هي الجزيرة الرئيسية في أرخبيل جزر ناتونا ، والتي هي جزء من مقاطعة جزر رياو بإندونيسيا. جزر ناتونا هي واحدة من مجموعات الجزر في أقصى شمال إندونيسيا. مساحة ناتونا الكبرى تبلغ 1720 كيلومتر مربع.
جزيرة ناتونا الكبرى هي موطن لثلاثة أنواع من الرئيسيات :
- لوريس البطيء (Nycticebus coucang)
- المكاك طويل الذيل (Macaca fascicularis)
- قرد أوراق ناتونا (Presbytis natunae)

ومن الجزر الأخرى في أرخبيل جزر ناتونا هي جزر جنوب ناتونا وأرخبيل تامبيلان.